# Бонифика (Асколи Пичено)
Бонифика (итал. Bonifica) насеље је у Италији у округу Асколи Пичено, региону Марке.
Према процени из 2011. у насељу је живело 9 становника. Насеље се налази на надморској висини од 71 м.